# Mirasaura
Mirasaura ist eine ausgestorbene Gattung kleiner Diapsiden aus der mittleren Trias mit einem charakteristischen Rückenkamm, der eine alternative Struktur zu Federn und Haaren darstellt. Die Art ist von besonderer Bedeutung, da solche komplexen Hautstrukturen bis zu diesem Fund nur bei Säugetieren, Vögeln, Nicht-Vogel-Dinosauriern und Flugsauriern bekannt waren.
Die einzige bislang beschriebene Art ist Mirasaura grauvogeli und wurde 2025 erstbeschrieben.
Der Name der Gattung, Mirasaura, bedeutet Wunderechse und bezieht sich auf die zuvor unbekannte Kammstruktur.

## Beschreibung
Der Schädel des Fossils ist 17 mm lang. Das Skelett weist mehrere typische Merkmale der Drepanosauromorpha auf, eine Gruppe früher diapsider Reptilien: Ein langer, spitz zulaufender Schnauzenbereich, nach vorn gerichtete Augen, keine Antorbital- oder Mandibularfenster (Ausschluss von archosauriformen Merkmalen), Halswirbel mit ventralen Anhängen und ohne Rippen, ein schmales, hohes Schulterblatt und große, gebogene Krallen. Letztere deuten auf eine Kletterfähigkeit hin.

## Fund
Das Fossil wurde ursprünglich 1939 von Louis Grauvogel, nach dem das Tier auch benannt ist, auf einer Ausgrabung in den Vogesen innerhalb der Grès-à-Voltzia-Formation  gefunden. Dabei wurde bereits auf dem Rücken eine konservierte Bindegewebsstruktur festgestellt, die zuerst für eine Flosse eines Fisches, den Flügel eines Insektes oder einen Teil einer Pflanze gehalten wurde. 
Erst 2019 wurde die Struktur im Naturkundemuseum Stuttgart als Teil des Tieres anerkannt. 2025 wurde Mirasaura grauvogeli als neue Spezies identifiziert.

## Besonderheit
Komplexe Hautanhangsgebilde wie Federn und Haare erfüllen viele zentrale Zwecke: Isolation gegen Kälte, Wahrnehmung durch Sinnesorgane, Tarnung, Abschreckung, Balz oder Flug (im Falle der Vögel). Sie entwickelten sich aus den Schuppen der gemeinsamen früher Amnioten. Mirasaura grauvogeli besitzt einen Fächer aus dicht überlappenden Hautauswüchsen, die eine federartige Kontur mit einem schmalen Mittelgrat aufweisen, ähnlich einer Feder. Diese müssten jedoch filigrane Verzweigungen aufweisen, die Federäste, welche hier fehlen. Da diese Verästelung früh in der Entstehung einer Feder erfolgt, geht das Forschungsteam der Erstbeschreibung davon aus, dass diese Struktur sich unabhängig von den Federn der Dinosaurier und Vögel entwickelt hat und nicht homolog zu ihnen sind.
Der Fächer ist lang, relativ schmal und diente vermutlich entweder dem Imponieren von Artgenossen oder dem Abschrecken von Feinden. Die Struktur enthält Melanosomen, pigmentbildende Zellbestandteile, die diesen Fächer zu diesem Zweck bunt gefärbt haben könnten.
Ursprünglich wurde angenommen, dass Hautanhangsgebilde auf Avemetatarsalia und Mammaliaforma innerhalb der Amniota beschränkt sind. Dieser Fund zeigt, dass sie sich in einer Stammlinie entwickelt haben, die allen heute lebenden Reptilien zugrunde liegt, was unser Verständnis der Evolution der Reptilienhaut in Frage stellt.